# Holbach (Siersthal)
Cet article concerne l’ancienne commune de la Moselle rattachée à Siersthal. Pour celle rattachée à Lachambre, voir Holbach.
Holbach est une ancienne commune de la Moselle et un écart de la commune de Siersthal dans le pays de Bitche.

## Histoire
Au début du XVIe siècle, une verrerie est fondée dans le village par le comte Jacques de Deux-Ponts-Bitche. Abandonnée en 1585, elle est relayée l'année suivante par la verrerie de Münzthal, berceau de la verrerie de Saint-Louis-lès-Bitche.
La commune d’Holbach-lès-Lemberg est rattachée à Siersthal en 1812.

## Toponymie
- Holvach alias Glasshütt (1594), Holbach (1771, 1793, 1801), Holbach-lès-Lemberg (1817, 1859).

## Démographie
| 1793 | 1800 | 1806 |
| ---- | ---- | ---- |
| 282  | 225  | 233  |

## Sources
- Les moulins et scieries du Pays de Bitche, Joël Beck, 1999.
- Rohrbach-lès-Bitche et son canton, Joël Beck, 1988.
- Le canton de Rohrbach-lès-Bitche, Joël Beck, 2004.
- Le Pays de Bitche 1900-1939, Joël Beck, 2005.